# I dinamitardi
I dinamitardi (Live Wire) è un film del 1992 diretto da Christian Duguay.

## Trama
Washington. L'esperto artificiere Danny O'Neill (Pierce Brosnan), in rotta con la moglie Terry (Lisa Eilbacher) a causa della depressione scaturita per la morte della loro figlioletta Mandy, indaga su due misteriosi attentati: il primo avviene in un ristorante, dove muore un senatore che stava pranzando al suo interno; in un secondo attentato, un altro senatore (Philip Baker Hall) salta in aria mentre si trova all'interno di una limousine. In entrambi gli attentati non si trovano tracce né di esplosivi, né di detonatori, e O'Neill brancola nel buio. La cattura dell'attentatore della limousine però pare aprire uno spiraglio alle indagini, ma questo (affinché non possa parlare) viene eliminato nell'aula di tribunale, quando il giudice, dopo aver bevuto un bicchiere d'acqua, ed in seguito ad un violento attacco di convulsioni, esplode, sotto gli occhi di O'Neill. L'artificiere intuisce che potrebbe essere stata proprio l'acqua a causare la deflagrazione, e dopo averne recuperato un campione dal luogo dell'esplosione, la fa analizzare dal suo collega Shane (Brent Jennings). I due scoprono così che il liquido non è effettivamente acqua, ma una sorta di miscela di esplosivi, inodore ed incolore come l'acqua, che reagisce con gli acidi gastrici, provocando l'esplosione dell'individuo che l'ha bevuta, in appena 30 secondi. Proseguendo le sue indagini, O'Neill scopre che i due senatori uccisi, erano impegnati in un disegno di legge sugli armamenti, assieme ad un terzo senatore Frank Traveres (Ron Silver), il quale ha oltretutto una relazione con Terry. A fare la parte del cattivo è Mikhail Rashid (Ben Cross), che in contatto con i senatori per il disegno di legge, ha scatenato tale inferno per una faccenda di denaro. Seppur con riluttanza, O'Neill si vede costretto a proteggere Traveres, affinché non accada nulla alla moglie di cui è ancora innamorato. L'occasione si crea quando il senatore si presenta all'inaugurazione di un centro per bambini; qui O'Neill giunge appena in tempo facendo evacuare la zona, e sventando anche l'estremo tentativo del braccio destro di Mikhail, Al-Red (Tony Plana), il quale finisce egli stesso per esplodere, dopo aver ingerito il liquido. Infuriato per l'insuccesso, Mikhail fa rapire Terry, conducendola alla casa di Traveres che è stata intanto presa d'assedio proprio dagli uomini del criminale. All'interno della casa, O'Neill, giunto nel frattempo per discutere col senatore, riesce ad eliminare gli scagnozzi con degli esplosivi fatti in casa, preparati sul momento. Nella resa dei conti finale, Mikhail che ormai non ha più scampo (anche per l'arrivo della polizia che ha circondato la casa), ma che ha ancora Terry in ostaggio, si scontra con i due rivali d'amore sul soffitto della casa. Qui Mikhail decide di ingerire il liquido, tenendo stretta a sé la donna. Approfittando delle convulsioni del criminale, O'Neill ed il senatore riescono a strappare dalle mani del criminale Terry, ma ormai mancano pochi secondi all'esplosione. In una corsa contro il tempo, i due dopo aver calato la donna giù dal soffitto con una carrucola, si lanciano nel vuoto proprio mentre Mikhail esplode. Nell'atterraggio tuttavia il senatore perde la vita, ma O'Neill che viene trasportato in ambulanza, in séguito alla caduta, si riconcilia con la moglie. Un anno dopo i due hanno un bambino.